# Michael Atiyah
Sir Michael Francis Atiyah, OM, FRS, FRSE (22 tháng 4 năm 1929 - 11 tháng 1 năm 2019) là một nhà toán học người Anh, và được coi là một trong những nhà toán học có ảnh hưởng nhất của thế kỷ 20. Ông lớn lên ở Sudan và Ai Cập, và phần lớn thời gian cho sự nghiệp hàn lâm của mình tại Oxford, Cambridge, và Viện nghiên cứu cao cấp ở Princeton. Ông từng là chủ tịch của Hội Hoàng gia (Royal Society) (1990–1995), hiệu trưởng (master) trường Trinity College, Cambridge (1990–1997), giám đốc (Chancellor) trường đại học Leicester (1995–2005), và là chủ tịch của Hội Hoàng gia ở Edinburgh (2005–2008). Hiện tại ông đã nghỉ hưu và là giáo sư danh dự trường đại học Edinburgh.
Ông đã cộng tác nghiên cứu với nhiều nhà toán học, đặc biệt là với Raoul Bott, Friedrich Hirzebruch và Isadore Singer, cũng như với các sinh viên của mình gồm Graeme Segal, Nigel Hitchin và Simon Donaldson. Cùng với Hirzebruch, ông đã xây dựng lên K-lý thuyết tô pô, một công cụ chính của tô pô đại số, một ngành toán học miêu tả cách thức các không gian nhiều chiều có thể bị xoắn lại. Kết quả nghiên cứu nổi tiếng nhất của ông đó là định lý chỉ số Atiyah–Singer, mà ông chứng ming cùng với Singer năm 1963, một định lý cơ bản và được sử dụng rộng rãi để đếm số các nghiệm độc lập của rất nhiều dạng phương trình vi phân quan trọng. Trong những năm gần đây, ông nghiên cứu về các lĩnh vực liên quan đến vật lý lý thuyết, như các instanton và các đơn cực từ, chúng đáp ứng cho một số hiệu chỉnh trong lý thuyết trường lượng tử.
Sir Michael Atiyah đã nhận được nhiều giải thưởng trong toán học, bao gồm huy chương Fields năm 1966, huy chương Copley năm 1988, và giải Abel năm 2004.